# Allium chrysonemum
Allium chrysonemum är en amaryllisväxtart som beskrevs av William Thomas Stearn. Allium chrysonemum ingår i släktet lökar, och familjen amaryllisväxter. IUCN kategoriserar arten globalt som otillräckligt studerad. Inga underarter finns listade i Catalogue of Life.